# Adieu (film)
Pour les articles homonymes, voir Adieu.
Pour plus de détails, voir Fiche technique et Distribution.
Adieu est un film français réalisé par Arnaud des Pallières, sorti en 2004.

## Synopsis
Entrecroisées mais indépendantes, l'histoire d'une famille réunie pour l'enterrement d'un de ses jeunes membres, tué sur la route, et l'histoire d'un Algérien qui émigre en France et qui raconte dans une lettre à sa fille l'histoire biblique de Jonas.

## Fiche technique
- Titre original : Adieu
- Réalisateur et  Scénariste : Arnaud des Pallières
- Producteurs : Marie Guirauden, Serge Lalou
- Musique du film : Thierry Machuel et Martin Wheeler
- Directeur de la photographie : Julien Hirsch
- Montage : Arnaud des Pallières
- Distribution des rôles : Maya Serrulla
- Création des décors : François Girard
- Création des costumes : Nathalie du Roscoat
- Ingénieur du son : Jean-Pierre Duret
- Sociétés de production : Les Films d'ici, Arte France Cinéma (coprod.)
- Société de distribution : Shellac Distribution
- Pays d'origine :  France
- Genre : comédie dramatique
- Durée : 124 minutes
- Date de sortie :	
  -  France : 8 septembre 2004

## Distribution
- Michael Lonsdale : le père
- Mohamed Rouabhi : Ismaël
- Olivier Gourmet : le chef d'entreprise
- Aurore Clément : l'institutrice
- Jacques Dacqmine : Le médecin
- Thierry Bosc : Le prêtre
- Karole Rocher : Servanne
- Laurent Lucas : Chrétien